# Thiruppalai
Thiruppalai es una  ciudad censal situada en el distrito de Madurai en el estado de Tamil Nadu (India). Su población es de 19305 habitantes (2011). Se encuentra a 8 km de Madurai.

## Demografía
Según el censo de 2011 la población de Thiruppalai era de 19305 habitantes, de los cuales 9776 eran hombres y 9529 eran mujeres. Thiruppalai tiene una tasa media de alfabetización del 94,53%, superior a la media estatal del 80,09%: la alfabetización masculina es del 96,81%, y la alfabetización femenina del 92,20%.